# Islas Vírgenes de los Estados Unidos en los Juegos Olímpicos de Río de Janeiro 2016
Islas Vírgenes de los Estados Unidos participa en los Juegos Olímpicos de 2016 en Río de Janeiro, Brasil, del 5 al 21 de agosto de 2016.

## Participantes
Atletismo
- Eddie Lovett
- Muhammad Halim
- LaVerne Jones-Ferrette

Boxeo
- Clayton Laurent[4]

Natación
- Rexford Tullius
- Caylee Watson

Vela
- Cy Thompson[7]